# Ovençal
O termo ovençal, na Idade Média, era empregado com diversas acepções
. No século XIII, segundo Gama Barros, eram chamados ovençais de el-rei o reposteiro, o porteiro, o eichão, o escanção, etc, ou seja, todos aqueles que se encarregavam diretamente da administração central da casa e fazenda do rei, havendo-os mais ou menos graduados. O termo designava ainda, dum modo mais lato, os funcionários que, por todo o reino, arrecadavam os rendimentos régios. Mas também a Rainha, os Ricos-homens, os mosteiros, igrejas e comunidades religiosas tinham os seus ovençais. Sabemos que neste último caso, por exemplo, nos conventos, o termo já era usado com um sentido mais específico, sendo os ovençais responsáveis por tudo quanto dissesse respeito a mantimentos, despensas e cozinhas. Portanto, nesta última acepção, o termo era um sinónimo de «despenseiro, provisor, inspector ou vedor do que pertencia à ucharia».